# Il proscritto
Il proscritto è un'opera in tre atti di Saverio Mercadante, su libretto di Salvatore Cammarano. La prima rappresentazione ebbe luogo al Teatro San Carlo di Napoli il 4 gennaio 1842.
Gli interpreti della prima rappresentazione furono:
| Personaggio       | Interprete                |
| ----------------- | ------------------------- |
| Giorgio Argyll    | Giovanni Basadonna        |
| Arturo Murray     | Gaetano Fraschini         |
| Anna Ruthven      | Anna Salvetti             |
| Guglielmo Ruthven | Pietro Gianni             |
| Odoardo           | Eloisa Buccini            |
| Malvina           | Antonietta Raineri Marini |
| Clara             | Adelaide Gualdi           |
| Osvaldo           | Napoleone Rossi           |
| Un ufficiale      | Michele Benedetti         |

## Struttura musicale
- Sinfonia

### Atto I
- N. 1 - Introduzione e Cavatina di Arturo D'amistà le soavi catene - Son del tuo volto immagine (Coro, Arturo, Guglielmo, Anna)
- N. 2 - Duetto fra Malvina ed Odoardo Il mar fremente, che rompe al lido (Malvina, Odoardo, Coro)
- N. 3 - Cavatina di Giorgio O del tremendo esilio
- N. 4 - Finale I Ormai l'arcan terribile (Guglielmo, Osvaldo, Coro, Clara, Anna, Arturo, Odoardo, Malvina, Giorgio)

### Atto II
- N. 5 - Duetto fra Arturo e Giorgio Ah! perché rovente acciaro
- N. 6 - Coro ed Aria di Odoardo Ha steso la notte il negro suo velo - Ahi! del giorno sanguinoso (Odoardo, Coro)
- N. 7 - Duetto fra Giorgio e Malvina e Finale II Stretto agli avanzi fragili - Come sol raggio l'onore (Giorgio, Malvina, Odoardo, Guglielmo, Arturo, Osvaldo, Coro)

### Atto III
- N. 8 - Terzetto Finale fra Arturo, Giorgio e Malvina Vanne dunque... a te conceda